# Cam
Cam (Camaron Marvel Ochs) — американская кантри-певица и автор-исполнитель.

## Биография
Родилась 19 ноября 1984 в г. Хантингтон-Бич, Ориндж (Калифорния, США). Полное имя при рождении Camaron Marvel Ochs.
Известность к певице пришла с выходом второго студийного альбома Untamed (2015), одна из песен с которого («Burning House») стала популярной, получила золотую сертификацию и была номинирована на Премию «Грэмми» за лучшее сольное кантри-исполнение.
С сентября 2016 года Кэм замужем за бизнес-брокером из брокерской компании First Choice Business Brokers Адамом Уивером. У супругов есть дочь — Люси Марвел Уивер (род. 16 декабря 2019).

## Дискография
Дискография Cam включает, в том числе, следующие релизы:
| Название                                 | Детали                                                                                         | Высшая позиция | Высшая позиция | Высшая позиция | Высшая позиция | Продажи        | Сертификации    |
| Название                                 | Детали                                                                                         | US             | US Country     | AUS            | CAN            | Продажи        | Сертификации    |
| ---------------------------------------- | ---------------------------------------------------------------------------------------------- | -------------- | -------------- | -------------- | -------------- | -------------- | --------------- |
| Heartforward (под именем «Camaron Ochs») | - Дата выхода: 26 января 2010 - Лейбл: Rubber Room - Форматы: CD, music download               | —              | —              | —              | —              |                |                 |
| Untamed                                  | - Дата выхода: 11 декабря 2015 - Лейбл: Arista Nashville, RCA - Форматы: CD, цифровые загрузки | 12             | 2              | 61             | 43             | - США: 142,200 | - RIAA: Золотой |
| The Otherside                            | - Релиз: 30 октября 2020 - Лейбл: RCA/Triple Tigers - Форматы: CD, цифровые загрузки           | 195            | 19             | —              | —              |                |                 |
| «—» неучастие в чарте.                   |                                                                                                |                |                |                |                |                |                 |

## Награды и номинации
| Год  | Работа          | Ассоциация               | Награда                          | Результат | Ссылка |
| ---- | --------------- | ------------------------ | -------------------------------- | --------- | ------ |
| 2016 | «Burning House» | Grammy Awards            | Лучшее сольное кантри-исполнение | Номинация | [ 16 ] |
| 2016 | «Burning House» | Academy of Country Music | Single Record of the Year        | Номинация | [ 17 ] |
| 2016 | «Burning House» | Academy of Country Music | Song of the Year                 | Номинация | [ 18 ] |
| 2016 | «Burning House» | Academy of Country Music | Video of the Year                | Номинация | [ 17 ] |
| 2016 | Cam             | Academy of Country Music | New Female Vocalist of the Year  | Номинация | [ 17 ] |
| 2016 | Cam             | American Music Awards    | Favorite Female Country Artist   | Номинация | [ 19 ] |
| 2016 | «Burning House» | CMA Awards               | Song of the Year                 | Номинация | [ 20 ] |
| 2016 | «Burning House» | CMA Awards               | Music Video of the Year          | Номинация | [ 20 ] |
| 2017 | Cam             | ACM Awards               | New Female Vocalist of the Year  | Номинация | [ 17 ] |